# Thomas Thomson
Thomas Thomson (12 d'abril de 1773, Crieff, Perthshire - 2 juliol de 1852, Kilmun, Argyleshire) fou un químic escocès conegut per ser el primer defensor de la teoria atòmica de John Dalton.

## Vida
Thomas era el setè fill de John Thomson i Elizabeth Ewan. Els seus estudis primaris els realitzà a Crieff i als 13 anys anà a l'escola de Stirling, on rebé una educació clàssica. El 1788 ingressà a la Universitat de Saint Andrews. El 1791 es traslladà a Edimburg amb la intenció d'estudiar medicina i on rebé classes de química el curs 95-96 de Joseph Black (1728-1799). Es graduà el 1799.
El 1796, als 23 anys, succeí el seu germà James com a editor del Supplement de la Encyclopædia Britannica on contribuí als articles "Chemistry", "Mineralogy" i "Vegetable and Animal Substances and Dyeing". Entre 1800 i 1811 fou professor de química a Edimburg essent un dels seus alumnes William Henry (1775-1836). El 1811 ingressà a la Royal Society i es traslladà a Londres. El 1816 es casà amb Agnes Colquhoun, que morí el 1834. Tingueren un fill, Thomas Thomson, que fou un important botànic, i una filla. El 1812 visità la Universitat d'Uppsala a Suècia. El 1813 fundà la revista científica Annals of Philosophy, que s'edità fins al 1821.
El 1817 fou nomenat Lecturer de química a la Universitat de Glasgow per recomanació de Joseph Banks (1743-1820). Quan es creà la Universitat de Londres, el 1827, oferiren a Thomson la càtedra de química, però no l'acceptà. Fins al 1846 seguí amb les seves classes de química.

## Obra
Descobrí el diclorur de sofre, {\displaystyle {\ce {SCl2}}}, però no aconseguí determinar-ne la seva composició. Introduí els noms protòxid, deutòxid, tritòxid i peròxid, aquest darrer encara utilitzat en la nomenclatura química actual, i l'ús de prefixes grecs i llatins per indicar les proporcions de grups i d'oxigen respectivament. En l'article On Oxalic Acid, proporcionà el primer exemple de la llei de les proporcions múltiples en comparar les proporcions d'oxalat a l'oxalat de potassi i l'oxalat d'estronci. També en aquest article emprà símbols químics en sentit quantitatiu, per exemple simbolitzà el diòxid de carboni, {\displaystyle {\ce {CO2}}}, com {\displaystyle {\ce {2w + c}}}, on {\displaystyle {\ce {w}}} representava l'oxigen i {\displaystyle {\ce {c}}} el carboni.També analitzà molts minerals, descrivint dues noves espècies, l'allanita i la sodalita.
El 1802 publicà el seu famós tractat A System of Chemistry que fou emprat a les universitats britàniques els següents 30 anys. El 1804 visità Manchester on s'entrevistà vàries vegades amb John Dalton (1766-1844), el qual li donà a conèixer la seva teoria atòmica. El 1807, en la tercera edició del A System of Chemistry explicà aquesta teoria i els símbols emprats per Dalton, unes explicacions més detallades que les publicades el 1808 pel mateix Dalton. Fou el primer químic que l'acceptà com a bona i dugué a terme la determinació precisa de masses atòmiques. També es mostrà partidari de la hipòtesi de Prout, proposada pel metge anglès William Prout (1785-1850) i publicada als Annals de Philosophy, i realitzà una àmplia recerca amb l'objectiu de proporcionar proves experimentals que li donessin suport, i que publicà el 1826. Entre el 1830-31 publicà el llibre en dos volums History of Chemistry.